# Alfred Greffner

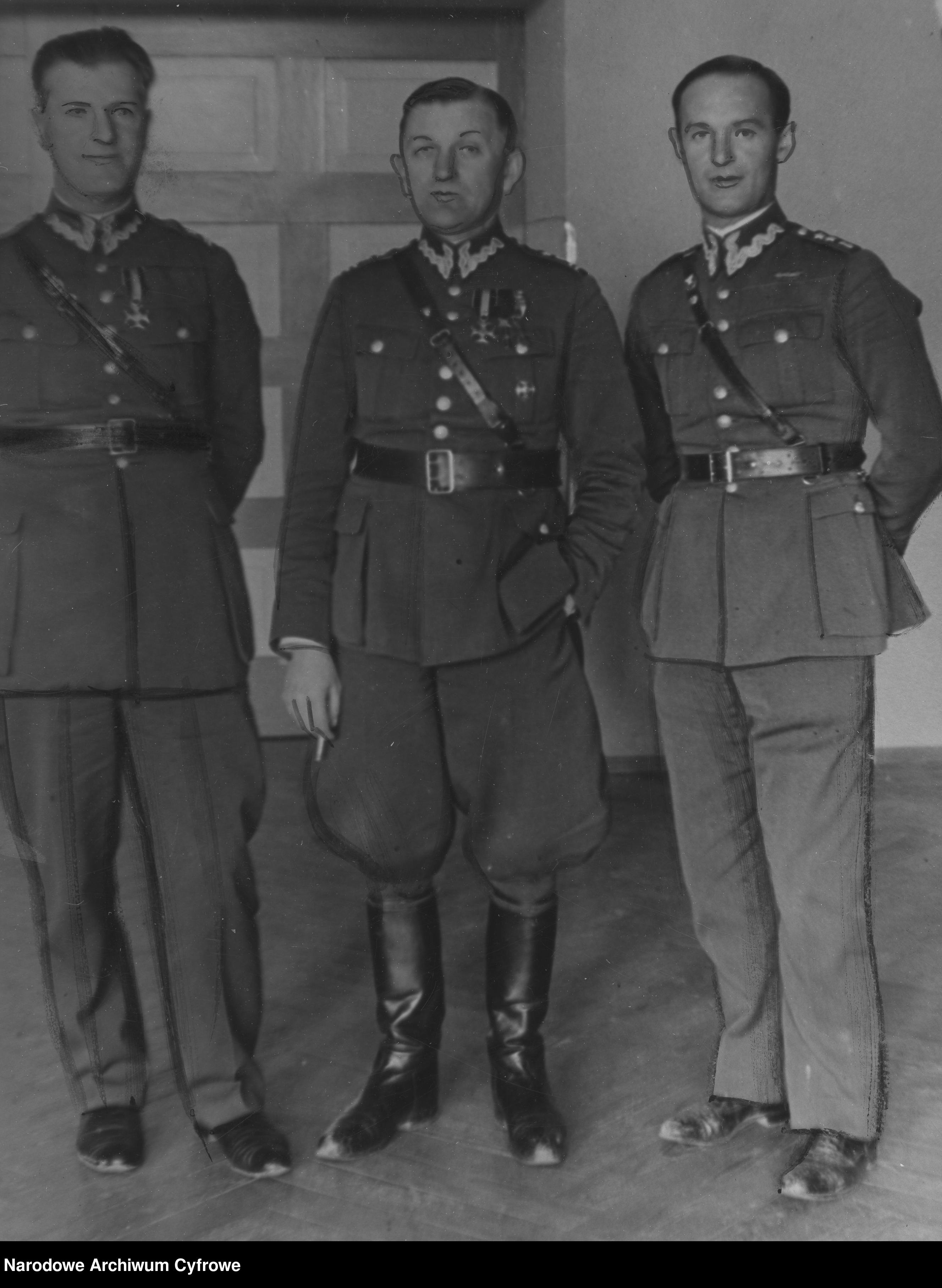
Ppłk Alfred Greffner w towarzystwie mjr. Konstantego Piotra Jabłońskiego (z lewej) i por. Tadeusza Kaja (z prawej). Lublin, kwiecień 1935.

Alfred Greffner, ps. „Radwan” (ur. 19 czerwca 1890 w Lipowicy, zm. po 1939) – podpułkownik piechoty Wojska Polskiego, działacz niepodległościowy, kawaler Orderu Virtuti Militari.

## Życiorys
Urodził się w Lipowicy, obecnie część Przemyśla, w ówczesnym powiecie przemyskim Królestwa Galicji i Lodomerii, w rodzinie Bronisława i Anny z Bucheltów. Był starszym bratem Bolesława (1891–1939).
Od 1912 był członkiem IV Polskiej Drużyny Strzeleckiej we Lwowie oraz instruktorem na kursach PDS w Rabce i Nowym Sączu (od 15 lipca do 2 sierpnia 1914). Po wybuchu wojny i skróceniu kursu w Nowym Sączu zgłosił się 2 sierpnia 1914 do miejsca koncentracji oddziałów strzeleckich w Krakowie.
Od 7 sierpnia 1914 był komendantem III plutonu 6. kompanii I baonu, a następnie II plutonu 3. kompanii III baonu 1 Pułku Piechoty. 22 października 1914 został ranny w bitwie pod Laskami. 2 lipca 1915 został mianowany chorążym. Później służył w 5 Pułku Piechoty. Pod koniec 1915 został odkomenderowany do Komendy Legionów Polskich, a 17 lutego 1916 przeniesiony do III Baonu Uzupełniającego. Od 1 marca 1916 był instruktorem w Szkole Podoficerskiej w Kozienicach, a następnie oficerem 1. kompanii uzupełniającej przy Komendzie Grupy LP. W maju 1916 powrócił do 5 pp. 4 lipca 1916 wyróżnił się w bitwie pod Kostiuchnówką. 1 listopada 1916 został mianowany podporucznikiem piechoty. Służył także w 6 Pułku Piechoty.
15 sierpnia 1917, po kryzysie przysięgowym, został zwolniony z Legionów i wcielony do armii austro-węgierskiej. Od 1 listopada 1918 brał udział w obronie Lwowa (pododcinek Kleparów). Następnie dowodził batalionem zapasowym 1 Pułku Piechoty Legionów.
Od 1921 pełnił służbę w 42 Pułku Piechoty w Białymstoku. 3 maja 1922 został zweryfikowany w stopniu kapitana ze starszeństwem z 1 czerwca 1919 i 77. lokatą w korpusie oficerów piechoty. 10 lipca 1922 został zatwierdzony na stanowisku pełniącego obowiązki dowódcy II batalionu. 31 marca 1924 został mianowany majorem ze starszeństwem z 1 lipca 1923 i 27. lokatą w korpusie oficerów piechoty. W tym samym roku został przeniesiony do 86 Pułku Piechoty w Mołodecznie na stanowisko dowódcy I batalionu. Później został przesunięty na stanowisko kwatermistrza, a w styczniu 1927 przesunięty na stanowisko dowódcy II batalionu. W kwietniu tego roku został przeniesiony do 57 Pułku Piechoty Wielkopolskiej w Poznaniu na stanowisko dowódcy II batalionu, a później przesunięty na stanowisko obwodowego komendanta Przysposobienia Wojskowego. 13 sierpnia 1927 został zameldowany z rodziną na ul. Bukowskskiej 28 w Poznaniu. W listopadzie 1928 został przeniesiony do kadry oficerów piechoty z równoczesnym przeniesieniem służbowym na stanowisko rejonowego komendanta Przysposobienia Wojskowego przy 14 Dywizji Piechoty. 24 grudnia 1929 został mianowany podpułkownikiem ze starszeństwem z 1 stycznia 1930 i 5. lokatą w korpusie oficerów piechoty. Z dniem 1 maja 1930 został przeniesiony z dyspozycji dowódcy Okręgu Korpusu Nr VII do 63 Pułku Piechoty w Toruniu na stanowisko zastępcy dowódcy pułku. W maju 1933 został przeniesiony na stanowisko kierownika 2 Okręgowego Urzędu Wychowania Fizycznego i Przysposobienia Wojskowego w Lublinie. W latach 1937–1938 był dowódcą Podkarpackiej Brygady Obrony Narodowej w Przemyślu. W 1939 pełnił służbę w 6 Okręgowym Urzędzie WFiPW we Lwowie na stanowisku zastępcy kierownika urzędu.
W czasie kampanii wrześniowej walczył w obronie Lwowa, jako dowódca „oddziałów ochotniczych I Grupy Obrony Lwowa” („grupa ppłk. Greffnera”). Później został internowany w obozie Eger na Węgrzech, skąd w styczniu 1940 wyjechał do Budapesztu.
Był żonaty z Anną z Draganów (ur. 13 marca 1898 w Nowym Sączu, zm. 5 grudnia 1985 tamże), doktor filozofii, z którą miał dwóch synów: Kazimierza (ur. 5 października 1919 w Nowym Sączu) i Mieczysława (ur. 1 stycznia 1921 w Białymstoku).

## Ordery i odznaczenia
- Krzyż Srebrny Orderu Wojskowego Virtuti Militari nr 7098 – 17 maja 1922[25]
- Krzyż Niepodległości z Mieczami – 9 listopada 1933 „za pracę w dziele odzyskania niepodległości”[26], w zamian za uprzednio nadany Krzyż Niepodległości[27]
- Krzyż Kawalerski Orderu Odrodzenia Polski – 1938 „za zasługi w służbie wojskowej”[28]
- Krzyż Walecznych po raz pierwszy, drugi i trzeci „za udział w b. Legionach Polskich”[29], po raz czwarty[30]
- Srebrny Krzyż Zasługi – 16 marca 1928 „za zasługi na polu przysposobienienia wojskowego”[31][30]
- Medal Pamiątkowy za Wojnę 1918–1921 – 1928[32]
- Medal Dziesięciolecia Odzyskanej Niepodległości – 1928[33]
- Odznaka „Za wierną służbę”[34]
- łotewski Medal Pamiątkowy 1918-1928 – 6 sierpnia 1929[35]